# Língua paramacana
Paramacano é uma língua crioula baseada no inglês, com forte influência do português e de línguas africanas. É  falada pelos povos paramacanos do Suriname e da Guiana Francesa. Trata-se de uma variação da língua falada pelos povos ndyukas e alukus.